# The Graham Bond Organisation
The Graham Bond Organisation — британская группа, исполнявшая музыку в стиле джаз, ритм-н-блюз, блюз-рок, существовавшая с 1963 по 1970 годы.
В первоначальный состав группы входили Грэм Бонд (вокал, клавишные, альт-саксофон), Джек Брюс (бас, губная гармоника), Джинджер Бейкер (ударные), Дик Хекстолл-Смит (саксофон) и Джон Маклафлин (гитара). Во второй половине 1960-х группа записала и выпустила серию синглов и два долгоиграющих альбома, после чего прекратила существование. Последующие записи были выпущены тогда, когда бывшие участники группы уже добились известности.

## История группы
Бонд родился в Ромфорде (Эссекс) и получил образование в Royal Liberty School (Восточный Лондон), где изучал музыку. Его первое джазовое выступление состоялось в 1960 году в анасамбле The Goudie Charles Quintet, где он проработал год. Сначала он стал известен как джазовый саксофонист в составе The Don Rendell Quintet, а затем ненадолго присоединился к группе Alexis Korner's Blues Incorporated, в которой в то время играли Джек Брюс и Джинджер Бейкер. В 1963 году Бонд сформировал свою собственную группу под названием The Graham Bond Quartet, в которую кроме него вошли Джек Брюс (бас), Джинджер Бейкер (ударные) и Джон Маклафлин (гитара).. Вскоре название группы была изменено на The Graham Bond Organisation, а немного позже Джона Маклафлина заменил Дик Хекстолл-Смит.
Первая полноформатная запись Graham Bond Organization была выпущена под именем певца Winston G. (Winston Gork). Вскоре после этого группа подписала контракт с компанией Decca Records и в мае 1964 году выпустила свой сингл "Long Tall Shorty"/"Long Legged Baby". В январе 1965 года в Olympic Sound Studios группа записала свой второй сингл "Tammy"/"Wade In The Water", изданный лейблом Columbia Records (продюсер — Роберт Стигвуд). Наконец, в марте того же года на лейбле Columbia Records группа выпустила свой первый долгоиграющий альбом под названием The Sound of '65, продюсером которого стал тот же Роберт Стигвуд. Музыкальный критик Крис Уэлш из Melody Maker' назвал его одним из лучших и наиболее значительных альбомов 60-х годов".
В июле 1965 года группы выпустила сингл "Lease on Love"/"My Heart's in Little Pieces" (July 1965), а в ноябре того же года — второй долгоиграющий альбом There's a Bond Between Us. Сингл и альбом примечательны тем, что на них Бонд впервые  в популярной музыке использовал меллотрон, немного ранее, чем Manfred Mann (сингл "Semi-Detached, Suburban Mr. James", октябрь 1966) и The Beatles (сингл "Strawberry Fields Forever" (февраль 1967). В начале 1966 года группа The Who выпустила сингл "Substitute", на второй стороне американского издания которого была помещена инструментальная композиция "Waltz for a Pig", написанная Бейкером и исполненная группой The Graham Bond Organisation под именем "The Who Orchestra".
В это время Бейкер и другие участники группы чувствовали себя неуютно из-за пристрастия Бонда к наркотикам и приступов психической нестабильности. Кроме того, Брюс и Бейкер постоянно устраивали ссоры, доходившие порой до драк на сцене, однажды Бейкер даже стал угрожать Брюсу ножом. В середине 1966 года Бейкер и Брюс покинули The Graham Bond Organisation и вошли в состав группы Cream, созданной Эриком Клэптоном. После этого Бонд пригласил ударника Джона Хайсмана (заменившего Бейкера), и группа превратилась в трио, просуществовавшее около года и распавшееся в 1967. Дик Хекстолл-Смит и Джон Хайсман ненадолго присоединились к John Mayall & the Bluesbreakers, в вскоре (летом 1968 года) вошли в группу Colosseum.
После распада группы Грэм Бонд занялся сольной карьерой, а также сотрудничал с другими музыкантами, включая своих бывших коллег. Например, в 1970 году он принял участие в проекте Ginger Baker’s Air Force. 8 мая 1974 Бонд погиб под поездом на станции "Finsbury Park station" линии Пикадилли лондонского метро, что рассматривается как суицид.

## Участники группы
- Грэм Бонд – клавишные, саксофон, вокал (1963–1967)
- Джек Брюс – бас, губная гармоника, вокал (1963–1965)
- Джинджер Бейкер – ударные, перкуссия (1963–1966)
- Джон Маклафлин – гитара (1963)
- Дик Хекстолл-Смит – саксофон (1963–1967)
- Jon Hiseman – ударные, перкуссия (1966–1967)

Временная шкала

## Дискография

### Альбомы
- 1965 The Sound of '65
- 1965 There's a Bond Between Us
- 1988 Live at Klooks Kleek (recorded October 1964)[17] (also issued as  The Beginning of Jazz-Rock)

### Синглы
- Long Tall Shorty/Long-legged Baby (1964)
- Tammy/Wade in the Water (1965)
- Tell Me (I’m Gonna Love Again)/Love Come Shining Through (1965)
- Lease on Love/My Heart’s in Little Pieces (1965)
- St. James Infirmary/Soul Tango (1966)
- You’ve Gotta Have Love Baby/I Love You (1967)